# Sándor Lénárd
Sándor Lénárd (em magiar, Lénárd Sándor; em latim, Alessandro Lenardo; e em inglês, Alexander Lenard) (Budapeste, 9 de março de 1910 – Dona Emma, 13 de abril de 1972) foi um escritor, tradutor, desenhista, musicista, médico e farmacêutico. Publicou livros em diversas línguas, dentre eles o húngaro, alemão, italiano, inglês e latim. O trauma das grandes guerras, causa de seus exílios, foram aspectos determinantes em sua personalidade, assim como a dedicação à cultura, em especial às línguas, à literatura e à música.
Após passar a infância em Budapeste, emigrou para a Áustria, a Itália e, por fim, o Brasil, onde escreveu O vale do fim do mundo, publicado postumamente no Brasil pela editora Cosac Naify em 2013. O livro se passa na pequena cidade de Dona Emma, localizada em Santa Catarina. Com traços autobiográficos, a história e os costumes da região são contados com humor satírico. Latinista e estudioso da Antiguidade, Lénárd traduziu do inglês para o latim a história infantil do Ursinho Pooh, de A. A. Milne, livro que se tornou best-seller do The New York Times na década de 1960.

## Vida

### Infância na Hungria (1910-1919)
Nascido no Império Austro-Húngaro, em Budapeste, em 9 de maio de 1910, quatro anos antes, portanto, da Primeira Guerra Mundial. Afirmou que o último dia feliz de sua vida foi aquele que antecedeu o início da guerra. Aprendeu o magiar com a mãe, Ilona Hoffmann (1888 - 1938), nascida em Keszthely, na Hungria; alemão, com o pai, Eugen Isak Levy (1878 - 1924). Intelectual judeu de origem germânica, natural de Krefeld, na Prússia, Eugen combateu como oficial de artilharia pelo Império Austro-Húngaro e foi prisioneiro de guerra até o início de 1919. Filósofo, poliglota, orientalista com estudos e livros sobre o budismo, doutor pela Universidade de Budapeste. Em busca de assimilação, converteu-se à fé cristã luterana em 1909 e alterou seu nome para o magiar, passando a chamar-se Jenő Lénárd.

### Áustria: a formação intelectual e médica (1919-1939)
Sándor emigrou pela primeira vez, junto à família, da Hungria para a Áustria após a Primeira Guerra Mundial. Entre Budapeste e Viena, a família passou um período em Fiume (atual cidade de Rijeka, na Croácia). Sem emprego em Budapeste, seu pai foi trabalhar na Empresa de Transportes Intercontinental de Viena. Conhecida então como uma capital multicultural, parecia ser um bom lugar para a família recomeçar e resguardar-se do antissemitismo húngaro cada vez mais latente. Cursou o ensino regular entre Viena e Klosterneuburg, já demonstrando inclinação para a escrita (escrevia versos em alemão), para a tradução (destacou-se no latim) e a música (ao piano).
A partir de 1928, estudou medicina na Universidade de Viena. Os anos 1920 e 1930 – que Lénárd classificou como o chá das cinco no período entreguerras – foram férteis para seus estudos. Viajou pela Europa, passando pela Dinamarca, França, Grécia, Itália, Inglaterra, Tchecoslováquia e Turquia. Em uma viagem a Salzburg, conheceu Gerda Coste, natural da cidade de Hof, na Baviera alemã, com quem se casou em 1936 e deu à luz um filho, Hans-Gerd.

### Fuga para Itália: a Segunda Guerra Mundial e o Pós-Guerra (1939-1952)
Da Áustria, precisou fugir sozinho. O pesquisador Philippe Humblé pondera que, como sua esposa e filho não eram judeus por consanguinidade, “Lénárd tinha considerado mais seguro fugir para a Itália, deixando para trás esposa e filho ‘arianos’, como uma forma de protegê-los”. Lénárd saiu apenas com uma mala, sem documentos e dinheiro suficiente para dois meses, por conta da anexação da Áustria por Hitler, em 1938. Muitos de seus poemas e traduções ficaram para trás, sendo uma lacuna importante em sua obra, considerando que àquela altura já contava 28 anos. Para Lénárd, a Anschluss significava a iminente invasão do exército nazista às ruas de Viena: “Eu vi a guerra chegar, resolvi fugir para Roma. Na realidade foi a guerra que me jogou fora do meu mundo, que me varreu, sem dinheiro, sem amigos, num país cuja língua eu desconhecia. Aprendi o sofrimento e, ao mesmo tempo, conheci Michelangelo e Pirandello”.
Dentre os esconderijos utilizados ao longo da Segunda Guerra Mundial, seriam fundamentais as jornadas na Biblioteca Nacional em Roma e na Biblioteca do Vaticano. Para Lénárd, o conhecimento não foi apenas uma inclinação de espírito, um exercício intelectual. Os livros foram seus anfitriões quando a hospitalidade lhe foi negada pelos nacionalismos: “Amo Roma, é minha floresta de Sherwood: suas grandes bibliotecas são os baluartes da liberdade de pensamento”. Em uma espécie de curadoria radical de si, durante esse período, negou-se a ler qualquer coisa que tivesse sido impressa depois da Revolução Francesa, uma forma de refugiar-se culturalmente em um período menos beligerante da história da Europa. 
A temporada italiana estendeu-se por mais de uma década. No terço inicial, foi imigrante ilegal, sem-teto. Mendigou e passou fome. Dormiu em bondes e em buracos das muralhas da Cidade Eterna. Frequentava o Caffè Greco, assim como uma horda de judeus refugiados que confabulavam em busca de um ponto de fuga. Como Lénárd, muitos esperaram em vão por um visto que os tirassem do palco triunfante do fascismo, da zona de guerra e da implacável perseguição antissemita: “[...] onde o Duce fingia ser Napoleão”.
Após o que denominou como “milagre obrigatório”, quando conseguiu um aparelho para aferir pressão arterial, começou a trabalhar em farmácias e de porta em porta, fazendo atendimentos à população romana empobrecida, o que proporcionou o início da melhora em suas condições de vida. Conheceu, em 1942, a milanesa Andrietta Arborio di Gattinara, que, à época, estudava Filosofia na Universidade Católica de Roma. Ela exerceria uma fundamental parceria afetiva e intelectual em sua vida. Ambos participaram da resistência italiana quando os alemães recapturaram Roma em 1943, abrigando aliados em seu pequeno apartamento. Tiveram um filho, Giovanni Sebastiano, nascido em 1946. Constituíram sólidas trajetórias intelectuais. Andrietta, no Brasil, lecionou em universidades, incluindo a Universidade Federal de Santa Catarina.
Nas bibliotecas italianas, Lénárd dedicou-se a escrever tratados sobre medicina, muitos deles baseados em leituras de manuscritos médicos da Antiguidade e da Idade Média. Fazia pesquisas em história da medicina para a indústria farmacêutica. Trabalhou em traduções para sobreviver e, em parte, como ghost writer, escrevendo artigos científicos e teses. Tornou-se linguista e latinista. Segundo Helga Lénárt-Cheng: “Lenard era fluente em doze línguas e publicou ficção, poesia, tratados médicos, livros com a história da culinária, e estudos linguísticos em cinco línguas (Húngaro, Alemão, Inglês, Latim e Italiano)”.
Ao fim da Segunda Guerra, trabalhou como médico-antropólogo do American Graves Registration Services, lavando, medindo e reunindo ossadas de militares estadunidenses mortos durante o conflito. Foi médico da Academia Húngara de Roma onde conheceu importantes nomes da literatura húngara contemporânea, com alguns dos quais se correspondeu ao longo da vida. Foi intérprete de conferências e traduziu para o italiano o livro do célebre escritor húngaro Ferenc Molnár, Őszi utazás (Viaggio in autunno), em 1946.

### Exílio no Brasil, casa em Dona Emma (1952-1972)

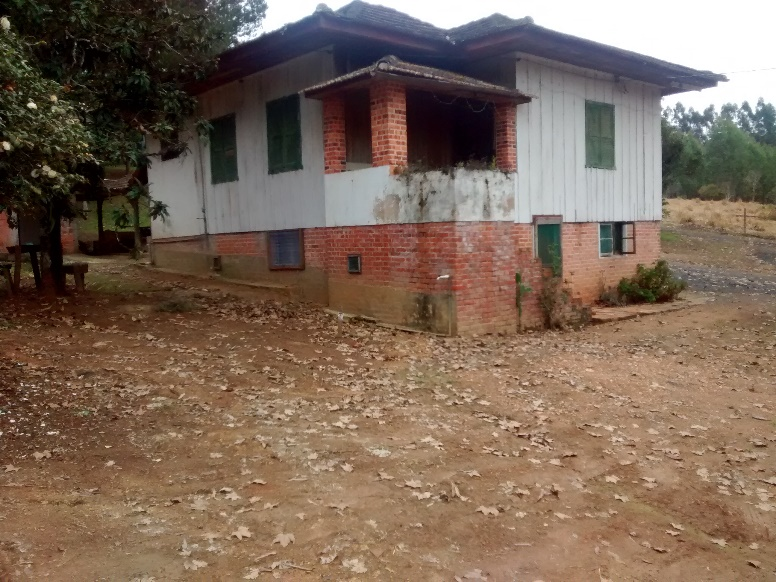
Casa dos Lénárd em Nova Esperança, na cidade de Dona Emma, foto de Fernando Boppré, 2016.

Embora tivesse recebido convites para voltar e trabalhar em Budapeste ou para ir à Coreia, como médico do exército estadunidense, a trágica experiência da fome, do desabrigo e da morte – aliada ao temor de uma Terceira Guerra Mundial – fizeram com que procurasse por um lugar distante e escondido na América do Sul: “O Brasil parecia grande e verde no mapa. Eu escolhi isso”, escreveu Sándor Lénárd.
Da fuga da Hungria até atracar na Ilha das Flores na Baía da Guanabara em 15 de fevereiro de 1952, foram longos vinte e cinco anos. Sándor, Andrietta e Giovanni chegaram a bordo de um cargueiro, após duas semanas de viagem. Ele seguia os passos de outros intelectuais europeus em fuga da Europa como Stefan Zweig e Paulo Ronái. Passou pelo Rio de Janeiro, Paraná, São Paulo, até chegar, em 1956, aos 42 anos de idade, a Dona Emma, em Santa Catarina, onde construiu “a casa invisível”, como ele intitulou sua morada, que se tornaria tema de seus livros. Lá viveria até sua morte, em 1972.
No Paraná, trabalhou como enfermeiro em uma mina de chumbo, sendo convidado a retirar-se por orientar os mineiros a abandonarem o trabalho antes que se intoxicassem: “Os epitáfios dos trabalhadores que contraíram envenenamento por chumbo ilustrariam esse capítulo de minha autobiografia, se houvesse epitáfios em seus túmulos”, lembraria anos depois Sándor Lénárd. Depois, em São Paulo, foi assistente médico, frequentou o ambiente intelectual de imigrantes húngaros, onde conheceu Paulo Ronái e escreveu para a revista Kultúra.
Foi visto em rede nacional quando participou do programa O Céu é o Limite, respondendo às perguntas feitas sobre Johann Sebastian Bach, talvez seu maior ídolo, por quem devotou parte da vida em estudos e práticas ao piano. Com o prêmio, adquiriu uma farmácia em Dona Emma, localidade cuja igreja luterana possuía um harmônio onde pôde tocar Bach: “Eu me sinto em casa quando abro o instrumento – quase disse o meu instrumento –, quando encho a igreja de Dona Irma com prelúdios e fugas”, escreveu Lénárd.

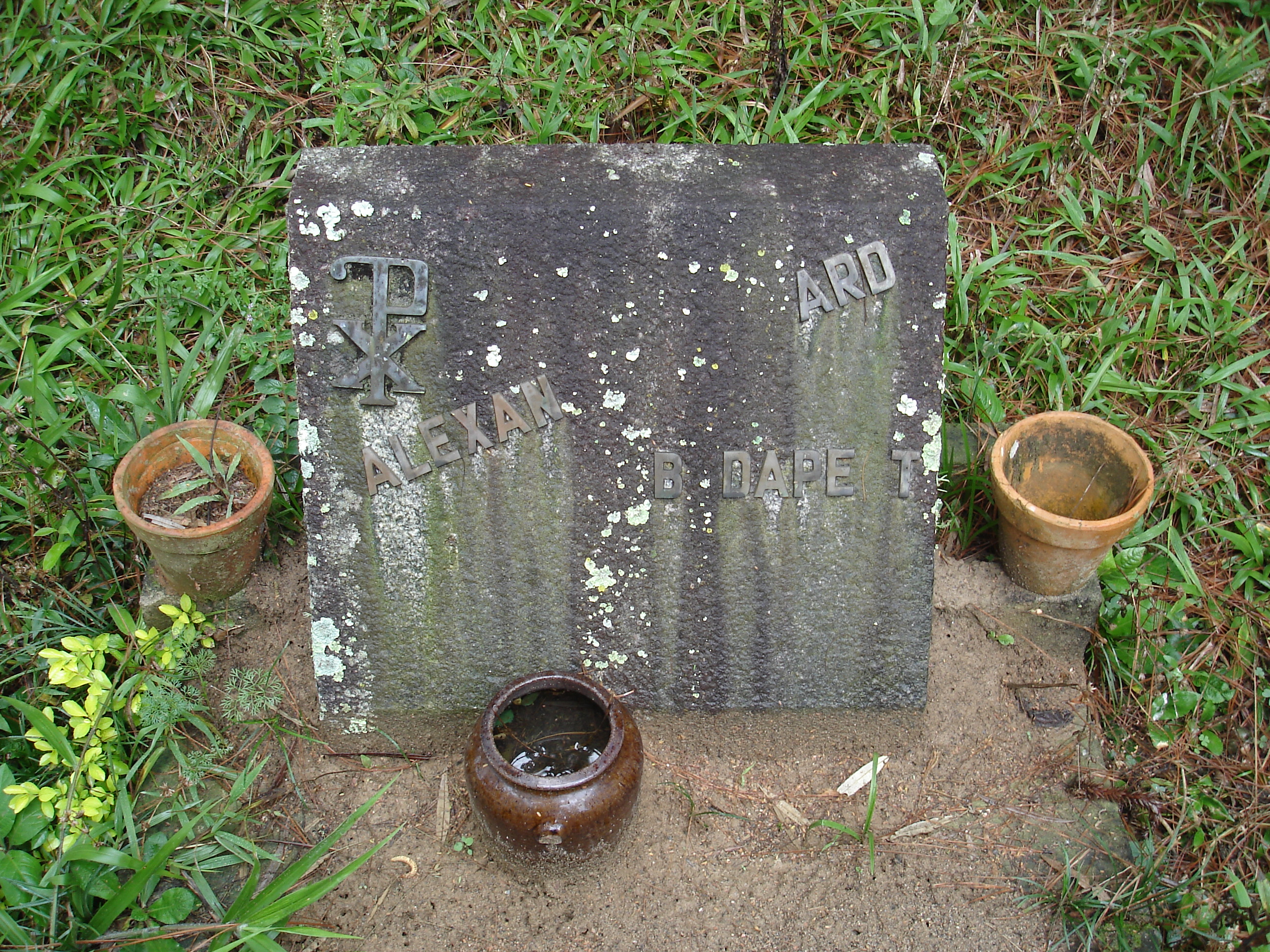
Túmulo onde está sepultado Sándor Lénárd, em Dona Emma

Sobre a vida em Dona Emma, o escritor e jornalista Salim Miguel, que o entrevistou em sua casa em 1966, para a revista Manchete, do Rio de Janeiro, afirmou: “No pequeno vale perdido em Santa Catarina, o homem – alto e forte, de testa ampla e olhos inquietos – se chama Alexander Lenard, humanista e agnóstico, poliglota e apátrida. O Dr. Lenard cultiva a terra, medita, escreve, toca piano, pinta, atende com seus conhecimentos médicos à população local e fez um livrinho em latim tornar-se best-seller mundial, com a tiragem de 150 mil exemplares e renda de 200 mil dólares, após a 17ª edição”.
Em 1968 um caso curioso aconteceu, Erich Erdstein, um jornalista que trabalhava para a polícia em Curitiba, de férias em Dona Emma, suspeitou que Lenard fosse o criminoso nazista Martin Bormann. Enquanto Lénárd se encontrava lecionando nos Estados Unidos, sua casa foi vasculhada pela polícia que, descobrindo documentos relacionados à medicina, e o quadro de Bach confundido com Hitler, acusou-o de ser Josef Mengele um criminoso doutor nazista que estava foragido naquela época. Comprovado o erro dos zelosos agentes policiais, Lenard publicou em 1970, em Stuttgart,o artigo “Der falsche Mengele”, ou “Como cheguei a ser Bormann e Mengele: um relatório da floresta virgem”, contando o episódio.

## Obra
Ainda em Roma, fez publicar seus primeiros volumes de poemas, escritos em alemão: Ex-Ponto, de 1947; Die Leute Sagen, de 1949; Asche, de 1949; e Andrietta, de 1949, esse último inspirado em sua companheira. Para periódicos alemães, escreveu sobre a culinária romana. Nesse período também publicou, em italiano, livros sobre medicina: Controllo della concezione e limitazione della prole (1947), De officio medici (1947), Partorire senza dolore (1950) e Il Bambino sanzo e malato (1950). Lénárd estava na vanguarda da pesquisa médica, investigando práticas mais humanas com relação ao parto, à pediatria e ao próprio ofício da medicina. 
Dedicou-se também a publicar, em língua alemã, suas memórias sobre o período romano, Am Ende der Via Condotti, de 1963. Traduziu para o latim a história de Winnie-the-Pooh, conhecida no Brasil como Ursinho Pooh, escrita pelo inglês A. A. Milne em 1926. Conta-se que Lénárd ensinava latim para crianças e que, procurando por um material atrativo para as lições ao público infantil, acabou, ele mesmo, por produzi-lo. A cativante história do ursinho de pelúcia e sua turma, que ganham vida pela imaginação de Christopher Robbin, foi vertida para o latim a partir do original em inglês. Paulo Ronái, que se correspondia com Lénárd, foi um dos primeiros leitores da tradução latina. Escreveu a Lénárd que um livro infantil escrito em língua inglesa traduzido para uma língua morta não encontraria leitores fora do círculo de latinistas, não acreditava que venderia mais do que dezenas de cópias. De início, sem encontrar editoras interessadas, Lénárd pagou a publicação de poucos exemplares do próprio bolso, mas, numa ascensão editorial insólita e em boa medida até hoje inexplicável, transformou-se em best-seller em 1960, e, durante semanas, manteve-se na lista dos livros mais vendidos do The New York Times.
Foi no Brasil que escreveu porção fundamental de sua obra literária, incluindo O vale do fim do mundo, publicado pela editora Cosac Naify em 2013, com tradução de Paulo Schiller. O livro original que serviu de base para a tradução, Völgy a világ végén s más történetek (O vale do fim do mundo e outras histórias), é uma edição organizada um ano após a morte de Lénárd, pela Magvető, na Hungria, em 1973. Trata-se de uma reunião de outros três livros com aspectos autobiográficos editados em vida por Lénárd pela mesma editora: Római történetek (Histórias romanas); Egy nap a láthatatlan házban (Um dia na casa invisível), ambos de 1969; e Völgy a világ végén (O vale do fim do mundo), de 1967. 
Nos anos 1960, após o sucesso da tradução de Winnie-the-Pooh, Lénárd vinha publicando seus relatos sobre a vida no Brasil também em outras línguas e países: Die Kuh auf dem Bast: Aus den Erinnerungen eines Artztes (A vaca no pasto: das memórias de um médico), foi publicado em Stuttgart, na Alemanha, pela Deutsche Verlags-Anstalt, em 1963; The Valley of the Latin Bear: Life in a Remote Brazilian Valley – The Delightful Recollections of the Doctor Who Created Winnie Ille Pu (O vale do urso latino: a vida em um remoto vale brasileiro – as deliciosas lembranças do médico que traduziu Ursinho Pooh), com prefácio de Robert Graves, em Nova Iorque, pela E. P. Dutton, em 1965.
Nessa edição em inglês, ilustrada com paisagens desenhadas a bico de pena pelo próprio Lénárd, fez imprimir, após a folha de rosto, o seguinte aviso: “Os personagens e eventos retratados neste livro representam um corte transversal de pessoas e acontecimentos que conheci ao longo da minha vida no Brasil e em outros lugares há alguns anos. Como reflexões de minha experiência cumulativa, elas são acuradas em essência, eu espero. Por razões óbvias, entretanto, muitos nomes de pessoas vivas e de lugares no livro são ficcionais”.

#### Algumas obras literárias[10]
| Nome                                                        | Data | Local em que foi publicado | Tipo de texto                 |
| ----------------------------------------------------------- | ---- | -------------------------- | ----------------------------- |
| Ex ponto                                                    | 1947 | Roma                       | Poesia                        |
| Orgelbüchlein                                               | 1947 | Roma                       | Poesia                        |
| De officio medici; contributo alla storia dell'etica medica | 1947 | Roma                       | Ensaio ou Trabalho Cientifico |
| Controllo della concezione e limitazione della prole        | 1947 | Roma                       | Ensaio ou Trabalho Cientifico |
| Ungarische Bauern                                           | 1948 | Viena                      | Prosa                         |
| Ein Händedruck von Goethe                                   | 1948 | Viena                      | Prosa                         |
| 99 Famous Chestnut Jam Recipes                              | 1949 | Roma                       | Prosa                         |
| Die Leute Saagen                                            | 1949 | Roma                       | Poesia                        |
| Andrietta                                                   | 1949 | Roma                       | Poesia                        |
| Asche                                                       | 1949 | Roma                       | Poesia                        |
| Il Bambino Sano e Ammalato                                  | 1950 | Roma                       | Ensaio ou Trabalho Cientifico |
| Partorire senza dolore                                      | 1950 | Stuttgart                  | Ensaio ou Trabalho Cientifico |
| Die Kuh auf dem Bast                                        | 1963 | Stuttgart                  | Prosa                         |
| Roemische Kuche                                             | 1963 | New York                   | Prosa                         |
| The Valley of the Latin Bea                                 | 1965 | New York                   | Prosa                         |
| The Fine Art of Roman Cooking                               | 1966 | Budapeste                  | Prosa                         |
| Völgy a világ végén                                         | 1967 | Budapeste                  | Prosa                         |
| Egy nap a láthatatlan házban                                | 1969 | Budapeste                  | Prosa                         |
| Római történetek                                            | 1969 | Budapeste                  | Prosa                         |
| Ein Tag im unsichtbaren Haus                                | 1970 | Budapeste                  | Prosa                         |
| A római konyha                                              | 1989 | Budapeste                  | Prosa                         |
| Családtörténeteim                                           | 2010 | Budapeste                  | Prosa                         |
| O vale do fim do mundo                                      | 2013 | Brasil                     | Prosa                         |

## The Last Happy Day
The Last Happy Day (O Último dia Feliz) é um documentário experimental que retrata Sándor Lénárd, foi produzido por seu primo distante, Lynne Sachs.
Sinopse do documentário: "Em 1938 Lénárd, um escritor com traços judeus fugiu do nazismo para um paraíso seguro em Roma. Pouco depois o exército norte americano contratou Lénárd para reconstruir ossos de soldados americanos. Eventualmente ele se encontrou no sul do  Brasil onde iniciou sua tradução de Winnie the Pooh (Ursinho Puff) para o Latim, um trabalho excêntrico, que o lançou para uma breve fama.O filme de Sachs usa cartas pessoais, imagens abstratas de guerra, filmes pessoais e entrevistas."
O crítico George Robinson escreveu no The Jewish Week sobre o documentário que é: “Uma história fascinante, espontânea  sobre o Holocausto...Um trabalho encantador que não mede esforços para disfarçar uma melancolia implícita”.

## Sándor Lénárd no fim do mundo
Em 2022 é publicado pela Editora Humana um livro biográfico, Sándor Lénárd no fim do mundo, que foi escrito pelo historiador e poeta Fernando Boppré, que conta a história de Sándor Lénárd quando aportou no Brasil e se estabeleceu em Dona Emma. O livro elucida a sua produção intelectual e os caminhos que o levaram a cidade catarinense.